# Enceinte de Montreuil-sur-Mer
L'enceinte de Montreuil-sur-Mer est un ancien ensemble de fortifications qui protégeait la ville de Montreuil-sur-Mer, dans le département français du Pas-de-Calais.

## Effondrement d'une partie des remparts
Vendredi 10 novembre 2023, à la suite des pluies abondantes qui ont touché le Pas-de-Calais, une partie des remparts, côté ouest, s'effondre, cet effondrement est suivi d'un second, dans la continuité du premier, le 30 novembre 2023. Cet effondrement rend inaccessible une partie de la promenade des remparts. La communauté d'agglomération des Deux Baies en Montreuillois (CA2BM), gestionnaire des remparts, et la mairie de Montreuil-sur-Mer, qui gère la promenade, mettent ce dossier dans les urgences à traiter. Les travaux de sécurisation et de stabilisation des remparts commence à l'automne 2024 pour un coût total estimé à trois millions d'euros.